# Przedstawiciele dyplomatyczni Polski w Wielkiej Brytanii

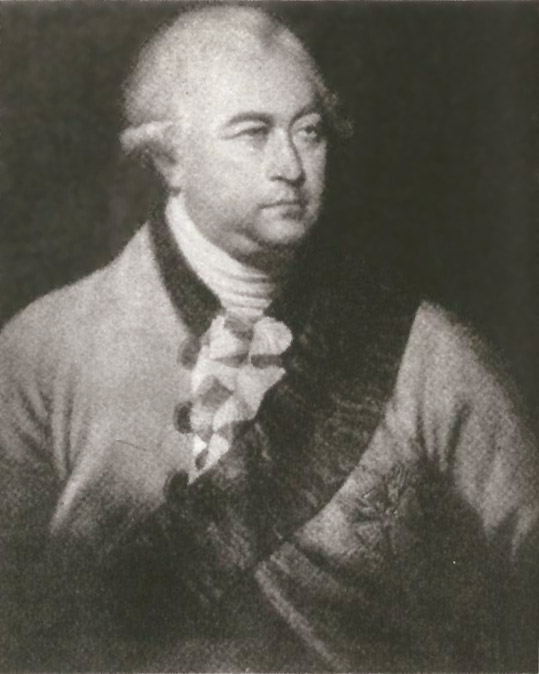
Franciszek Bukaty, Londyn 1772–1785

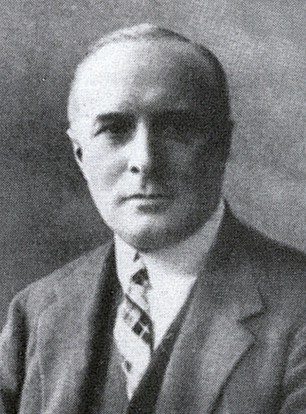
Eustachy Sapieha, Londyn 1919–1920

Pierwsze stałe przedstawicielstwo polskie w Londynie stworzył Stanisław August Poniatowski, który jako anglofil liczył na wsparcie brytyjskie dla niezbędnych reform ustrojowych w Polsce.

## Przedstawiciele dyplomatyczni Polski w Wielkiej Brytanii
lista niekompletna

### Rzeczpospolita Obojga Narodów
- 1763: Józef Poniński (do Hagi, Londynu, Madrytu, Lizbony i Turynu)
- 1766–1768: Charles Lee (nieoficjalny agent Stanisława Augusta)
- 1769–1772: Tadeusz Burzyński
- 1772–1785: Franciszek Bukaty

### II Rzeczpospolita
- 1918–1919: Władysław Sobański (Delegat Komitetu Narodowego Polskiego)
- 1919–1920: Eustachy Sapieha (Poseł)
- 1920–1921: Jan Ciechanowski (Chargé d’affaires a.i.)
- 1921–1922: Władysław Wróblewski (Poseł)
- 1922–1929: Konstanty Skirmunt (Poseł)
- 1929–1934: Konstanty Skirmunt (Ambasador)
- 1934–1945: Edward Raczyński

### Polska Rzeczpospolita Ludowa
- 1944: Stefan Wilanowski (przedstawiciel polityczny PKWN)[1]
- 1945: Henryk Łukasik (przedstawiciel polityczny Rządu Tymczasowego RP)[2]
- 1945–1946: Henryk Strasburger
- 1946: Józef Winiewicz (chargé d’affaires a.i.)[2]
- 1946: Karol Lapter (chargé d’affaires a.i.)[2]
- 1946–1953: Jerzy Michałowski
- 1953–1960: Eugeniusz Milnikiel
- 1960–1964: Witold Rodziński
- 1964: T. Wiśniewski (chargé d’affaires a.i.)[2]
- 1964–1969: Jerzy Morawski
- 1969–1971: Marian Dobrosielski
- 1972–1978: Artur Starewicz
- 1978–1981: Jan Bisztyga
- 1981–1986: Stefan Staniszewski
- 1986–1987: Kazimierz Duchowski (chargé d’affaires a.i.)[2]
- 1987–1990: Zbigniew Gertych
- 1990:  Zbigniew Matuszewski (chargé d’affaires a.i.)[2]

### III Rzeczpospolita
- 1990–1993: Tadeusz de Virion
- 1994–1999: Ryszard Stemplowski
- 1999–2004: Stanisław Komorowski
- 2004–2006: Zbigniew Matuszewski
- 2006–2012: Barbara Tuge-Erecińska
- 2012–2016: Witold Sobków
- 2016–2021: Arkady Rzegocki
- od 2022: Piotr Wilczek